# Eine Karte der Klänge von Tokio
Eine Karte der Klänge von Tokio ist ein spanischer Spielfilm von Isabel Coixet  aus dem Jahr 2009, in dem die Geschichte einer Auftragskillerin erzählt wird, die sich in ihr Opfer verliebt.
Auf den 62. Internationalen Filmfestspielen von Cannes nahm der Film am Hauptwettbewerb um die Goldene Palme teil. Isabel Coixet wurde anschließend mit dem Prix Vulcain de l’artiste technicien ausgezeichnet.

## Handlung
Ryu ist eine junge Frau, die nachts auf dem Fischmarkt in Tokyo arbeitet und nebenbei als Auftragskillerin tätig ist. Von einem einflussreichen Konzernchef erhält sie den Auftrag, einen Weinhändler zu ermorden, den der Auftraggeber für den Selbstmord seiner Tochter Midori verantwortlich hält. Doch bei dem ersten Treffen zwischen Ryu und David, dem Weinhändler, entsteht eine sonderbare Verbindung zwischen den beiden. Sie treffen sich wiederholt und schlafen miteinander. David entschließt sich aber, weil auch er mit dem Selbstmord von Midori nicht fertigwird, Japan zu verlassen und nach Spanien zurückzukehren. Er besucht Ryu auf dem Fischmarkt. Dort taucht auch der engste Vertraute des Konzernchefs auf und erschießt Ryu, deren Wunsch nach einem Tod in jungen Jahren damit in Erfüllung geht.

## Kritiken
„Wenn es um Gefühle in extremen Lebenslagen geht, dann läuft die spanische Regisseurin Isabel Coixet zur Höchstform auf.“

„Ein impressionistisch-stimmungsvoll vom ‚Film noir‘ inspiriertes Drama, das in eine urban-exotische Zeichenwelt eintaucht, aber trotz bewegender Momente immer wieder in Klischees abgleitet und sich aufgrund der wenig konturierten Figuren zu keiner stimmigen Erzählung verdichtet.“